# اصغر افضلی
اصغر افضلی (۱۰ تیر ۱۳۱۷ – ۱۰ شهریور ۱۳۹۲) صداپیشه و مدیر دوبلاژ اهل ایران بود. از وی به عنوان برجسته‌ترین کمدی‌گوهای دوبله ایران یاد می‌شود که از سال ۱۳۳۹ شروع به فعالیت دوبله نمود و به جای بازیگران مهمی همچون وودی آلن و استن لورل صحبت کرده‌است.
او در آثار مختلف و تیپ‌های گوناگونی به جای شخصیت‌های مهم کمدی و کارتونی صحبت کرده‌است. ویژگی صدای او تیپ سازی‌های متفاوت کمدی در فیلمها و کارتونها است. از نقش‌های شاخص او می‌توان به خلق تیپ در فیلمهای کمدی مثل فرانکو فرانچی، وودی آلن، بود ابوت، استن لورل، غلامحسین بهمنیار، داریوش اسدزاده، عزت‌الله وثوق و توتو اشاره کرد.
از تیپ‌های کارتونی ماندگار او، می‌توان به وروجک و آقای نجار (وروجک)، گوریل انگوری (بیگلی بیگلی)، کارآگاه گجت، قلعه هزار اردک، رابین‌هود (پادشاه / پرنس جان)، گربه‌های اشرافی (خدمتکار / ادگار)، شلمان (کارتون بامزی) و نمایش عروسکی چاق و لاغر (چاق) اشاره کرد.
او همچنین سالها در برنامهٔ رادیویی صبح جمعه با شما به فعالیت مشغول بود.

## درگذشت

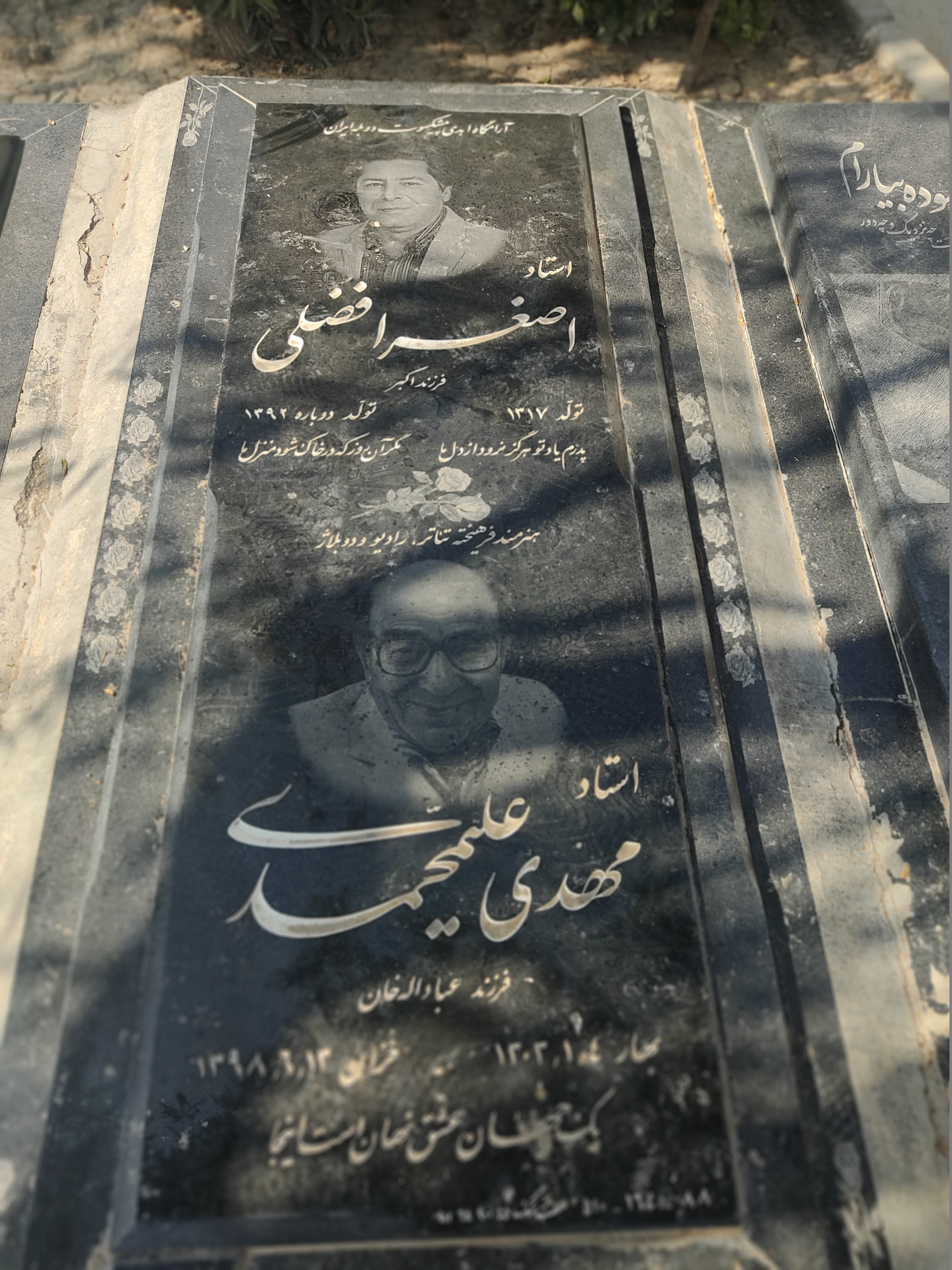
مدفن اصغر افضلی در قطعه هنرمندان بهشت زهرا

اصغر افضلی ظهر روز یکشنبه ۱۰ شهریور ۱۳۹۲ به علت سکته قلبی در منزلش در سن ۷۵ سالگی درگذشت. فرزندش شهریار، در گفتگو با باشگاه خبرنگاران جوان عنوان نمود: «پدرم بدون هیچ مشکل قبلی و به‌طور ناگهانی از دنیا رفت»

## دوبله‌های شاخص

### فیلم‌های خارجی
دوبلور ثابت فیلم‌های وودی آلن (پول‌ها را بردار و فرار کن، آنی هال و…)
دیکتاتور بزرگ (۱۹۴۰) (به جای چارلی چاپلین)
دایره سرخ (۱۹۷۰) - به جای آندره بورویل
الماس‌ها همیشگی اند (۱۹۷۱)-به جای پیتر اسمیت (آقای کید)
بینوایان - به جای آندره بورویل (آقای تناردیه)

### انیمیشن‌ها
پسر شجاع (روباه)
بامزی قوی‌ترین خرس دنیا (شلمان «لاک پشت»)
گوریل انگوری (بیگلی بیگلی)
کارآگاه گجت (کارآگاه گچت)
قلعه هزار اردک (دانلد داک)
رابین هود (پادشاه / پرنس جان «شیر»)
گربه‌های اشرافی (خدمتکار / ادگار)
بلفی و لیلی بیت (عموی بلفی)
وروجک و آقای نجار (وروجک)
جادوگر شهر اوز (مترسک)
کارتون بینوایان (تناردیه)
رنگو
سریال انیمیشنی جنگ درندگان (تبدیل شوندگان) (گوینده شخصیت رَترَپ)
باب اسفنجی (مدیریت دوبلاژ) (دوبله‌شده در شبکه دو)

### سریال‌های تلویزیونی
وی در سریال هزاردستان نیز به جای منوچهر آذری و چند شخصیت دیگر به گویندگی پرداخته‌است.

در سریال دایی جان ناپلئون، نقش مادر آسپیران غیاث آبادی با بازی پروین سلیمانی را گویندگی کرده‌است.
اصغر افضلی: صدای هنرپیشه‌ها را به خودشان پس می‌دهم!